# هنری داکورا
هنری داکورا (انگلیسی: Henry Docwra, 1st Baron Docwra of Culmore; ۱ ژانویهٔ ۱۵۶۴ – ۱ ژانویهٔ ۱۶۳۱) دولت‌مرد و سرباز اهل پادشاهی انگلستان بود.